# 布雷日尼奥
布雷日尼奥是巴西伯南布哥州的一个市镇。总面积85.199平方公里，总人口7173人，人口密度84.2人/平方公里。